# 防守3秒违例
防守三秒違例是NBA的一條規則，當防守方的任一成員在禁區待超過三秒，且沒有積極防守的動作，就會被判防守3秒違例。防守方必須與進攻方成員距離在一手臂長的範圍內，且位於防守位置，才會被認定是積極防守。若是當進攻球員在投籃時、進攻方失去球權時或防守者在防守持球者時，則不會觸犯此規則。
當球隊被吹判違反防守3秒違例，會算做一次技術犯規，進攻方會獲得一次罰球，並保有球權。
NBA在2001-02賽季前更改規則，允許區域聯防，但是防守3秒違例的規則讓區域聯防實行起來非常困難，因為區域聯防時，通常會有1名球員待在禁區防止進攻球員切入。菲律賓籃球協會曾經也有這條規則，直到2003年賽季才廢除。